# 湣公 (陳)
湣公（びんこう、生年不詳 - 紀元前478年）は、春秋時代の陳の最後の君主。姓は嬀、名は越。懐公の子。
紀元前502年7月、懐公が呉に抑留されて死去すると、後を嗣いで陳公となった。紀元前496年、楚が頓を攻撃すると、湣公は公孫佗人に軍を与えて楚軍と合流させ、頓を滅ぼした。紀元前494年春、楚を中心とする連合軍に参加し、蔡を包囲した。8月、呉の侵攻を受けた。紀元前489年、呉の侵攻を受けた。楚の昭王が救援の軍を出し、城父に布陣したため、呉軍は撤退した。
紀元前486年、湣公が呉についたことから、陳は楚軍の攻撃を受けた。紀元前485年、楚の公子結が軍を率いて攻撃してきた。呉の季札が陳を救援した。紀元前482年、楚の公子申が軍を率いて攻撃してきた。
紀元前479年、楚の白公勝の乱に乗じて楚に侵攻した。紀元前478年、楚の公孫朝が軍を率いて陳を包囲した。湣公は殺害され、陳は滅んだ。